# Матавж, Тим
Тим Ма́тавж (словен. Tim Matavž, 13 января 1989, Шемпетер при Горици, СФРЮ) — словенский футболист, нападающий хорватского клуба «Горица».
Выступал за сборную Словении, участник чемпионата мира 2010 года.

## Клубная карьера
Воспитанник клуба «Билье», Тим Матавж в 2004 году перешёл в молодёжную команду клуба «Горица», в составе которого и дебютировал 2 года спустя в чемпионате Словении. Дебют был удачным: молодой форвард, в 30 матчах чемпионата забивший 11 мячей, обратил на себя внимание скаутов иностранных клубов. На Тима Матавжа претендовала «Фиорентина», но итальянцев опередил нидерландский «Гронинген», 30 августа 2007 года заключивший с форвардом контракт на 5 лет.
Летом 2014 года перешёл в немецкий «Аугсбург», подписав с клубом пятилетний контракт. В июне 2017 года перешёл в «Витесс».

## Карьера в сборной
Тим Матавж провёл за молодёжную сборную Словении 13 матчей, забив 5 мячей. В 2009 году молодой форвард впервые был вызван в основную национальную сборную. В следующем году главный тренер сборной Матьяж Кек включил Тима Матавжа в число футболистов, вызванных в сборную на чемпионат мира.

## Достижения
«Горица»
- Серебряный призёр чемпионата Словении: 2006/07

ПСВ
- Обладатель Кубка Нидерландов: 2011/12
- Обладатель Суперкубка Нидерландов: 2012